# Coryphodontidae
Coryphodontidae — вимерла родина пантодонтових ссавців, відома з пізнього палеоцену до середнього еоцену Євразії та Північної Америки. Типовий рід Coryphodon відомий приблизно з періоду переходу палеоцен-еоцен в Європі, на заході Сполучених Штатів, на півночі Канади та в Східній Азії. Решта родів відомі виключно з середнього еоцену Азії..
Останній відомий вид Coryphodon має білофодонтні моляри, подібні до пізніших, більш похідних корифодонтів, і, швидше за все, Coryphodon є примітивним сестринським таксоном для решти родів, і вся лінія (або лінії) походить із цього роду. Дві корифодонтиди, значно більші за корифодон, але ендемічні для Китаю, азіокорифодон і гетерокорифодонт, мають більш розвинений двофодонтний зубний ряд. Метакорифодон є морфологічно перехідним між Coryphodon і Eudinoceras.
Корипоходонтиди були тваринами, що повільно зростали й довго жили і дослідження великої вибірки особин з однієї місцевості, які, як припускають, належать до однієї популяції, свідчать про те, що корифодонтиди мали полігінну соціальну структуру, в якій самці та самки досягали статевої зрілості в різному віці.